# Alessandro Filangieri

Stemma Filangieri

Alessandro Filangieri La Farina, principe di Cutò (Palermo, 6 settembre 1740 – Palermo, 6 febbraio 1806), è stato un generale e politico italiano.

## Biografia
Alessandro Filangieri La Farina, dei principi di Cutò, era figlio di Girolamo Filangieri, che fu brigadier generale e maresciallo di campo dell'esercito borbonico.
Intrapresa come il padre la carriera militare, fu tenente generale,  nel 1785 brigadier generale e, nel 1794, ebbe il grado di maresciallo del corpo di cavalleria. Nel 1796, combattendo contro i napoleonici, fu ferito e fatto prigioniero sul Mincio. Tornato in patria, nel 1799 fu nominato governatore della piazza di Messina.
Nominato da Ferdinando III luogotenente del regno (termine usato per la prima volta) e capitano generale del Regno di Sicilia, giurò il 16 febbraio 1803. Lo restò fino a qualche giorno prima della morte, quando ricevette nel gennaio 1806 Ferdinando III tornato a Palermo, dopo la fuga da Napoli.
Il figlio Niccolò (1760-1839) fu luogotenente generale di Sicilia nel 1816 e dal 1821 al 1824.